# 紐恩斯夫人灣
紐恩斯夫人灣（英語：Lady Newnes Bay）是南極洲的海灣，位於維多利亞地沿岸的羅斯海西部，全長約60英里，由英國探險隊發現，該海灣以探險資助人的妻子命名。
73°40′S 167°30′E / 73.667°S 167.500°E